# أوجوالا رات
أوجوالا رات (من مواليد 11 يونيو 1978) عارضة أزياء هندية وأحد أشهر عارضات الأزياء الهنديات الأكثر نجاحا مشيت على مدرج 
إيف سان لوران  ، روبرتو كافالي ، هوغو بوس ، سينثيا رولي ، ديان فون فورستنبرغ دولتشي أند غابانا، بيتسي جونسون، غوتشي، جيفنشي، فالنتينو، أوسكار دي لا رينتا وإميليو بوتشي ، فيكتوريا سيكريت عرض أزياء.

## حياتها الشخصية
هي الأخت الكبرى للعارضة الأزياء سونالي رات. كانت متزوجة من ماكسويل ستري في 19 يونيو 2004، وتطلق الزوجان في عام 2011. لديهم ابنة واحدة.

## روابط خارجية
- أوجوالا رات على موقع دليل عارضات الأزياء (الإنجليزية)